# Gosh
Gosh är en ort i Armenien.   Den ligger i provinsen Tavusj, i den centrala delen av landet, 70 kilometer nordost om huvudstaden Jerevan. Gosh ligger 1 203 meter över havet och antalet invånare är 994.
Terrängen runt Gosh är varierad. Närmaste större samhälle är Dilijan, 11,5 kilometer väster om Gosh. 
I omgivningarna runt Gosh växer i huvudsak lövfällande lövskog. Runt Gosh är det ganska tätbefolkat, med 72 invånare per kvadratkilometer.